# Tournoi d'ouverture du championnat du Guatemala de football 2016
Navigation
Saison précédente Saison suivante
Le Tournoi Apertura 2016 est le trente-sixième tournoi saisonnier disputé au Guatemala.
C'est cependant la 82e fois que le titre de champion du Guatemala est remis en jeu.
Lors de ce tournoi, le Deportivo Suchitepéquez a tenté de conserver son titre de champion du Guatemala face aux onze meilleurs clubs guatémaltèques.
Chacun des douze clubs participant était confronté deux fois aux onze autres équipes. Puis les six meilleurs se sont affrontés lors d'une phase finale à la fin du tournoi.
Seulement une place aurait dû être qualificative pour la Ligue des champions de la CONCACAF ou pour la Ligue de la CONCACAF, mais à la suite de la suspension de la fédération guatémaltèque par la FIFA, aucune équipe ne participe à la compétition.

## Les 12 clubs participants
| \| Guatemala City: Antigua GFC CSD Comunicaciones CSD Municipal Guatemala City Deportivo Malacateco Deportivo Marquense Deportivo Suchitepéquez Xelaju MC Deportivo Petapa Deportivo Guastatoya Deportivo Mictlán Cobán Imperial CSD Carchá \| Localisation des clubs engagés dans le championnat. |
| Guatemala City: Antigua GFC CSD Comunicaciones CSD Municipal Guatemala City Deportivo Malacateco Deportivo Marquense Deportivo Suchitepéquez Xelaju MC Deportivo Petapa Deportivo Guastatoya Deportivo Mictlán Cobán Imperial CSD Carchá                                                           |

Ce tableau présente les douze équipes qualifiées pour disputer le championnat 2016-2017. On y trouve le nom des clubs, le nom des stades dans lesquels ils évoluent ainsi que la capacité et la localisation de ces derniers.
| Club                    | Stade                          | Capacité | Ville             |
| Antigua GFC             | Stade Pensativo                | 9 000    | Guatemala City    |
| CSD Carchá (en)         | Stade Juan Ramon Ponce Guay    | 8 000    | San Pedro Carchá  |
| Cobán Imperial          | Stade Verapaz                  | 8 000    | Cobán             |
| CSD Comunicaciones      | Stade Cementos Progreso        | 17 000   | Guatemala City    |
| Deportivo Guastatoya    | Stade David Cordón Hichos (es) | 3 500    | Guastatoya        |
| Deportivo Malacateco    | Stade Santa Lucía              | 7 000    | Malacatán         |
| Deportivo Marquense     | Stade Marquesa de la Ensenada  | 10 000   | San Marcos        |
| Deportivo Mictlán (en)  | Stade La Asunción              | 8 000    | Asunción Mita     |
| CSD Municipal           | Stade Manuel Felipe Carrera    | 10 000   | Guatemala City    |
| Deportivo Petapa (en)   | Stade municipal                | 7 500    | San Miguel Petapa |
| Deportivo Suchitepéquez | Stade Carlos Salazar Hijo      | 12 000   | Mazatenango       |
| Xelaju MC               | Stade Mario Camposeco          | 11 000   | Quetzaltenango    |

## Compétition
Le tournoi Apertura se déroule de la même façon que les tournois saisonniers précédents, en deux phases :
- La phase de qualification : les vingt-deux journées de championnat.
- La phase finale : les matchs aller-retour allant des quarts de finale à la finale.

### Phase de qualification
Lors de la phase de qualification les douze équipes affrontent à deux reprises les onze autres équipes selon un calendrier tiré aléatoirement.
Les deux meilleures équipes sont qualifiées directement pour les demi-finale alors que les quatre suivantes se qualifient pour les quarts de finale.
Le classement est établi sur le barème de points classique (victoire à 3 points, match nul à 1, défaite à 0).
Le départage final se fait selon les critères suivants :
- Le nombre de points.
- La différence de buts générale.
- Le nombre de buts marqué.

| Rang | Équipe                    | Pts | J  | G  | N | P  | Bp | Bc | Diff |
| ---- | ------------------------- | --- | -- | -- | - | -- | -- | -- | ---- |
| 1    | CSD Municipal             | 44  | 22 | 13 | 5 | 4  | 36 | 19 | +17  |
| 2    | Antigua GFC               | 41  | 22 | 13 | 2 | 7  | 37 | 29 | +8   |
| 3    | CSD Comunicaciones        | 39  | 22 | 12 | 3 | 7  | 35 | 15 | +20  |
| 4    | Deportivo Malacateco      | 36  | 22 | 10 | 6 | 6  | 29 | 23 | +6   |
| 5    | Deportivo Guastatoya      | 36  | 22 | 11 | 3 | 8  | 22 | 20 | +2   |
| 6    | Cobán Imperial            | 34  | 22 | 10 | 4 | 8  | 26 | 19 | +7   |
| 7    | Xelaju MC                 | 29  | 22 | 8  | 5 | 9  | 24 | 29 | -5   |
| 8    | Deportivo Marquense       | 26  | 22 | 7  | 5 | 10 | 25 | 30 | -5   |
| 9    | Deportivo Petapa (en)     | 25  | 22 | 7  | 4 | 11 | 23 | 31 | -8   |
| 10   | Deportivo Suchitepéquez T | 24  | 22 | 6  | 6 | 10 | 28 | 41 | -13  |
| 11   | Deportivo Mictlán (en)    | 22  | 22 | 7  | 1 | 14 | 19 | 31 | -12  |
| 12   | CSD Carchá (en) P         | 15  | 22 | 3  | 6 | 13 | 16 | 33 | -17  |

| Légende : Qualifications et relégations | Légende : Qualifications et relégations          |
| --------------------------------------- | ------------------------------------------------ |
|                                         | Qualifié pour les demi-finales                   |
|                                         | Qualifié pour les quarts de finale               |
|                                         | T Tenant du titre P Promu de la saison 2015-2016 |

| Résultats (▼dom., ►ext.)                                   | Ant | Car | Cob | Com | Gua | Mal | Mar | Mic | Pet | Suc | Mun | Xel |
| Antigua GFC                                                |     | 5-2 | 2-1 | 1-2 | 4-1 | 2-1 | 3-0 | 2-1 | 1-0 | 2-1 | 1-4 | 2-1 |
| CSD Carchá (en)                                            | 2-1 |     | 0-0 | 0-2 | 0-1 | 0-0 | 0-1 | 0-3 | 3-1 | 1-1 | 1-1 | 0-0 |
| Cobán Imperial                                             | 0-1 | 1-0 |     | 0-1 | 3-0 | 2-1 | 1-1 | 1-0 | 3-2 | 5-0 | 1-1 | 1-0 |
| CSD Comunicaciones                                         | 0-1 | 2-1 | 2-0 |     | 3-0 | 2-0 | 4-1 | 4-0 | 1-0 | 4-0 | 0-1 | 3-0 |
| Deportivo Guastatoya                                       | 2-0 | 1-0 | 1-0 | 1-0 |     | 0-1 | 0-0 | 1-0 | 1-2 | 0-1 | 1-1 | 4-0 |
| Deportivo Malacateco                                       | 2-2 | 2-1 | 1-0 | 1-0 | 1-1 |     | 1-0 | 3-0 | 3-1 | 2-2 | 2-1 | 3-1 |
| Deportivo Marquense                                        | 2-1 | 1-2 | 1-2 | 1-1 | 1-2 | 2-0 |     | 3-0 | 3-1 | 3-2 | 2-1 | 1-1 |
| Deportivo Mictlán (en)                                     | 0-1 | 2-0 | 0-1 | 0-0 | 1-0 | 2-1 | 2-0 |     | 1-0 | 2-3 | 1-3 | 1-2 |
| Deportivo Petapa (en)                                      | 2-1 | 1-1 | 1-1 | 2-1 | 0-1 | 1-1 | 2-0 | 1-0 |     | 0-0 | 2-1 | 2-0 |
| Deportivo Suchitepéquez                                    | 2-4 | 2-0 | 1-2 | 2-1 | 0-1 | 1-1 | 1-1 | 2-1 | 4-1 |     | 2-3 | 0-0 |
| CSD Municipal                                              | 0-0 | 2-0 | 1-0 | 1-0 | 2-1 | 1-2 | 1-0 | 3-1 | 2-0 | 4-1 |     | 0-0 |
| Xelaju MC                                                  | 3-0 | 3-2 | 2-1 | 2-2 | 0-2 | 1-0 | 2-1 | 0-1 | 2-1 | 3-0 | 1-2 |     |
| - Victoire à domicile - Match nul - Victoire à l'extérieur |     |     |     |     |     |     |     |     |     |     |     |     |

### La Phase Finale
Les six équipes qualifiées sont réparties dans le tableau final d'après leur classement général, le deuxième affrontant lors des demi-finales le vainqueur du quart opposant le quatrième au cinquième et le premier affrontant le vainqueur du quart opposant le troisième au sixième. L'équipe la moins bien classée accueille lors du match aller et la meilleure lors du match retour.
En cas d'égalité sur la somme des deux matchs, c'est l'équipe ayant marqué le plus de buts à extérieur qui l'emporte puis des prolongations et une séance de tirs au but ont éventuellement lieu.

#### Tableau
|  |                      |               |                      |               |               |                    |     |            |            |            |            |            |               |     |        |        |        |        |        |  |  |
|  | 1/4 de finale        | 1/4 de finale | 1/4 de finale        | 1/4 de finale | 1/4 de finale |                    |     | 1/2 finale | 1/2 finale | 1/2 finale | 1/2 finale | 1/2 finale |               |     | Finale | Finale | Finale | Finale | Finale |  |  |
|  |                      |               |                      |               |               |                    |     |            |            |            |            |            |               |     |        |        |        |        |        |  |  |
|  |                      |               |                      |               |               |                    |     |            |            |            |            |            |               |     |        |        |        |        |        |  |  |
|  |                      |               |                      |               |               |                    |     |            |            |            |            |            |               |     |        |        |        |        |        |  |  |
|  |                      |               |                      |               |               |                    |     |            |            |            |            |            |               |     |        |        |        |        |        |  |  |
|  |                      |               |                      |               |               |                    |     |            |            |            |            |            |               |     |        |        |        |        |        |  |  |
|  | CSD Municipal        | (1)           | 0                    | 2             | 0             |                    |     |            |            |            |            |            |               |     |        |        |        |        |        |  |  |
|  | CSD Municipal        | (1)           | 0                    | 2             | 0             |                    |     |            |            |            |            |            |               |     |        |        |        |        |        |  |  |
|  |                      |               | Deportivo Malacateco | (4)           | 1             | 0                  | 0   |            |            |            |            |            |               |     |        |        |        |        |        |  |  |
|  | Deportivo Malacateco | (4)           | Deportivo Malacateco | (4)           | 1             | 0                  | 0   | 1          | 0          | 0          |            |            |               |     |        |        |        |        |        |  |  |
|  | Deportivo Malacateco | (4)           |                      |               |               |                    |     |            | 0          | 0          |            |            |               |     |        |        |        |        |        |  |  |
|  | Deportivo Guastatoya | (5)           | 0                    | 0             | 0             |                    |     |            |            |            |            |            |               |     |        |        |        |        |        |  |  |
|  | Deportivo Guastatoya | (5)           | 0                    | 0             | 0             |                    |     |            |            |            |            |            | CSD Municipal | (1) | 1      | 1      | 0(4)   |        |        |  |  |
|  |                      |               |                      |               |               |                    |     |            |            |            |            |            | CSD Municipal | (1) | 1      | 1      | 0(4)   |        |        |  |  |
|  |                      | Antigua GFC   | (2)                  | 2             | 0             | 0(5)               |     |            |            |            |            |            |               |     |        |        |        |        |        |  |  |
|  | CSD Comunicaciones   | Antigua GFC   | (2)                  | 2             | 0             | 0(5)               | (3) | 1          | 1          | 0          |            |            |               |     |        |        |        |        |        |  |  |
|  | CSD Comunicaciones   |               |                      |               |               |                    | (3) | 1          | 1          | 0          |            |            |               |     |        |        |        |        |        |  |  |
|  | Cobán Imperial       | (6)           | 0                    | 0             | 0             |                    |     |            |            |            |            |            |               |     |        |        |        |        |        |  |  |
|  | Cobán Imperial       | (6)           | 0                    | 0             | 0             | CSD Comunicaciones | (3) | 1          | 0          | 0          |            |            |               |     |        |        |        |        |        |  |  |
|  |                      |               |                      |               |               | CSD Comunicaciones | (3) | 1          | 0          | 0          |            |            |               |     |        |        |        |        |        |  |  |
|  |                      |               | Antigua GFC          | (2)           | 0             | 1                  | 0   |            |            |            |            |            |               |     |        |        |        |        |        |  |  |
|  |                      |               |                      |               |               | 1                  | 0   |            |            |            |            |            |               |     |        |        |        |        |        |  |  |
|  |                      |               |                      |               |               |                    |     |            |            |            |            |            |               |     |        |        |        |        |        |  |  |
|  |                      |               |                      |               |               |                    |     |            |            |            |            |            |               |     |        |        |        |        |        |  |  |
|  |                      |               |                      |               |               |                    |     |            |            |            |            |            |               |     |        |        |        |        |        |  |  |

#### Quarts de finale
| Club                 | Aller | Retour | Club                 | Commentaire |
| Deportivo Malacateco | 1-0   | 0-0    | Deportivo Guastatoya |             |
| CSD Comunicaciones   | 1-0   | 1-0    | Cobán Imperial       |             |

#### Demi-finales
| Club          | Aller | Retour | Club                 | Commentaire                 |
| CSD Municipal | 0-1   | 2-0    | Deportivo Malacateco |                             |
| Antigua GFC   | 0-1   | 1-0    | CSD Comunicaciones   | Meilleur classement général |

#### Finale
| Match aller      | Antigua GFC                                 | 2:1   | CSD Municipal            | Stade Pensativo |  |
| 15 décembre 2016 | 11e Alejandro Galindo · 68e Manfred Russell | (1:1) | 26e Carlos Kamiani Félix |                 |  |

| Match retour     | CSD Municipal                                                                    | 1:0             | Antigua GFC                                                                                                  | Stade Doroteo Guamuch Flores |  |
| 18 décembre 2016 | 61e Gaston Puerari                                                               | (0:0)           | |                              |  |
| 18 décembre 2016 | Darwin Oliva · Dario Flores · Jaime Alas · Jose Longo · Edi Guerra · Marco Rivas | Tirs au but 4:5 | Fredy Thompson · Alejandro Miguel Galindo · Manfred Russell · Mauro Portillo · Kendel Herrarte · Hugo Acosta |                              |  |

## Bilan du tournoi
| Tournoi d'ouverture du championnat de football du Guatemala 2016 |                        |
| Champion                                                         | Antigua GFC (2e titre) |
| Dauphin                                                          | CSD Municipal          |

## Statistiques

### Buteurs
| Rang | Nom | Équipe | Buts |
| 1    |     |        | -    |
| 2    |     |        | -    |
| 3    |     |        | -    |